# David Zurutuza
David Zurutuza Veillet (Rochefort, 19 luglio 1986) è un ex calciatore spagnolo di origini basche, di ruolo centrocampista.

## Palmarès

### Club

#### Competizioni nazionali
- Segunda División (Spagna): 1

Real Sociedad: 2009-2010